# Vindhest
Vindhest er en mytologisk figur fra Tibet, som stammer fra pre-buddhistisk tid (Bön-religionen), men indgår i dag også i tibetansk buddhisme. Dette væsen kombinerer vindens hurtighed med hestens styrke, og kan derfor bringe menneskets bønner fra jorden op til himlene. Hesten er traditionelt et meget brugt symbol blandt de tibetanske nomader.
Vindheste er ofte afbilledet på de tibetanske bedeflag, for at de kan sprede flagenes positive energier over verden ved hjælp af vinden.

## Eksterne link
- Wikimedia Commons har flere filer relateret til Vindhest
- Symboler i tibetansk buddhisme Arkiveret 13. oktober 2004 hos  Wayback Machine
- Windhorse på Internet Movie Database (engelsk) film fra 1998 om besættelsen af Tibet

| Mytologi | Spire Denne artikel om mytologi er en spire som bør udbygges. Du er velkommen til at hjælpe Wikipedia ved at udvide den. |